# Университетская площадь (Владикавказ)
Университе́тская пло́щадь — площадь во Владикавказе, Северная Осетия, Россия. Находится в Иристонском муниципальном округе. Располагается с восточной стороны улицы Ватутина между улицами Бутырина и Шмулевича.

## История
29 ноября 1999 года постановлением Администрации местного самоуправления № 586-а, площадь перед Северо-Осетинским государственным университетом со стороны улицы Ватутина получила наименование Университетская площадь.

## Источник
- Владикавказ. Карта города, 2011.
- Кадыков А. Н. Улицы, переулки, площади и проспекты г. Владикавказа: Справочник. — Респект, 2010. — С. 512. — ISBN 978-5-905066-01-6